# Acronicta subornata
Acronicta subornata là một loài bướm đêm trong họ Noctuidae.